# Tahitianos
Los tahitianos, o maohis, son un pueblo autóctono de Tahití y de trece otras islas de la Sociedad, así como la población actual de estas tierras de ascendencia mixta (en francés: «demis»). Los tahitianos son uno de los pueblos indígenas polinesios con mayor entidad en Oceanía.

## Periodo pre-europeo y costumbres

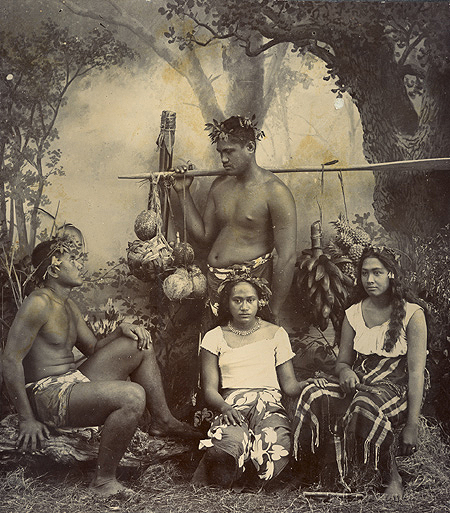
Tahitianos, c. 1870–90

La sociedad tahitiana originaria no conocía el uso del metal y estaba fundada sobre tecnologías equivalentes a aquellas de la Edad de Piedra. A pesar de eso, los tahitianos explotaban la tierra de los suelos volcánicos fértiles y construían canoas, que les servían a la vez para la pesca y para largos viajes. Sus herramientas estaban hechas de piedra, de hueso, de conchas o de madera.
Los Tahitianos estaban divididos en tres castas: los ari i, los ra'atira y los manahune. Los Ari i eran relativamente poco numerosos mientras que los manahune constituían el esencial de la población e incluían a ciertos miembros que jugaban un rol esencial en la sociedad. Se estima que en el momento del primer contacto con los europeos, en 1767, la población de Tahití no era superior a 40 000 individuos, mientras que las demás islas de la Sociedad acogían probablemente entre 15 000 y 20 000 indígenas.
Los Tahitianos dividían su jornada en periodos de luz (ao) y de oscuridad (pō). Había también una noción de miedo irracionalal llamado mehameha, traducido como "lo inquietante y extraño de los sentimientos". Los chamanes, conocedores de los remedios a base de plantas, eran llamados tu'ata rā al o tu'ata rapa al. En el siglo XIX, los Tahitianos añadieron la medicina occidental a sus prácticas. El chamán tahitiano más famoso,  Tiurai, de la casta de los ari i, murió a la edad de 83 años durante la epidemia de gripe en Tahití en 1918.

## Colonización

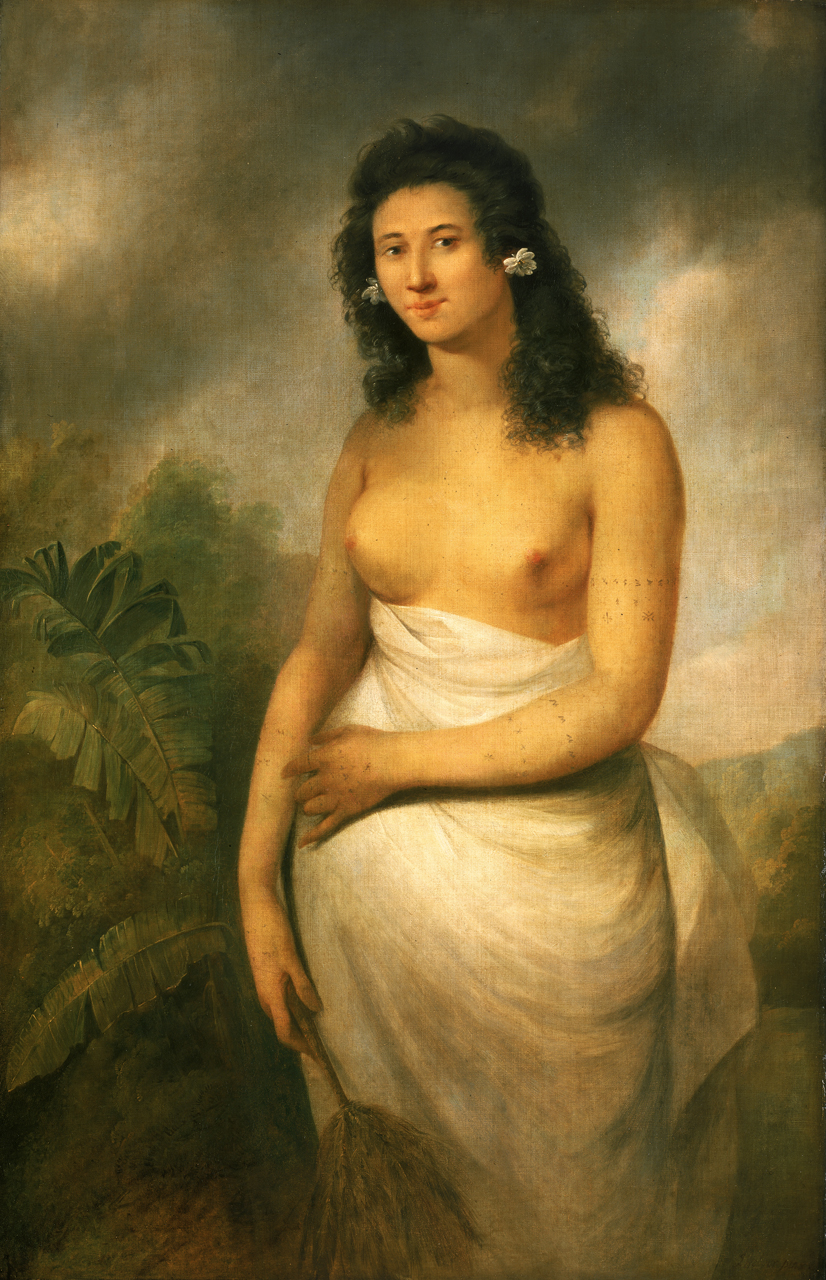
La princesa Poedua por John Webber, 1777.

Cuando el capitán británico Samuel Wallis descubrió Tahití el 18 de junio de 1767, los indígenas estaban ávidos de intercambios, en particular de clavos de hierro que les eran desconocidos. Philibert Commerçon (1727-1773), en su libro El tahitiano salvaje al francés, escribió : "Tienen fruta en lugar de pan. Sus demás alimentos son todo también simples". Commerçon describe igualmente la práctica del sexo público, que los tahitianos practican siendo animados por aplausos e instrumentos de música. En las relaciones conyugales, los tahitianos tenían una relación donde todas las mujeres eran esposas de los hombres y donde cada mujer de cada hombre era también la mujer de su amigo. Louis Antoine de Bougainville describe una escena donde una joven sube a bordo, se ubica en medio del puente y deja caer su ropa. Charles Darwin escribió igualmente sobre los tahitianos durante el viaje sobre el Beagle: "Hay una dulzura en la expresión de su cara, que borra directamente la idea de un salvaje ; y una inteligencia, que muestra que tienen una civilización que avanza".
Las naves europeas trajeron sin embargo enfermedades para las cuales los tahitianos tenían poca o ninguna inmunidad, tales como la disentería, la viruela, la escarlatina, la fiebre tifoidea y la tuberculosis. Consecuentemente, la población declinó a 16 000 individuos en 1797, o sea 24 000 menos que treinta años antes,  en 1797, cuando el primer buque europeo, el HMS Dolphin, arribó a la isla. En 1881, el censo incluye aproximadamente a 5 960 tahitianos nativos. La recuperación ha continuado a pesar de algunas epidemias.

## Tiempos modernos

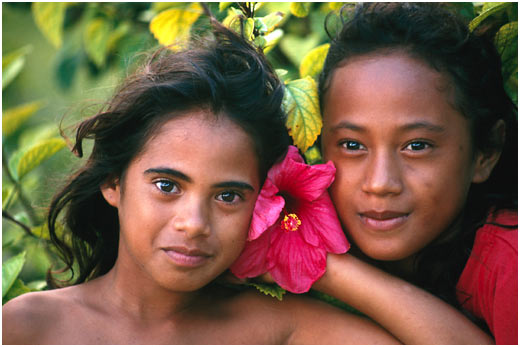
Chicas tahitianas hoy en día

Trescientos voluntarios tahitianos combatieron durante la Segunda Guerra Mundial del lado de las fuerzas francesas libres.
A finales de los años 1960 y a principios de los años 1970, los poetas tahitianos Henri Hiro, Charles Manutahi, Vaitiare y Turo Raapoto fueron la punta de lanza del anticolonialismo tahitiano. Dios de la agricultura, de Henri Hiro implora a Oihanu, el dios tahitiano de la agricultura y de la ganadería, con el fin de reforzar la "nueva generación". Tres mujeres escritoras - Michou Chaze, Chantal Spitz y Vaitiare exploran los problemas de la identidad contemporánea de Tahití y de la polinesia francesa. Los agricultores y obreros tahitianos se autodenominan los "verdaderos tahitianos" (Tu'ata Tahití Mau) para distinguirse de los mestizos europeos (Tu'ata 'afa popa'ha). En el mismo tiempo, los mestizos se identifican muy a menudo como autóctonos en términos de cultura y de afiliación política. Los militantes políticos tahitianos tales como Pouvanaa ha Oopa, Francis Sanford y Charlie Ching, y los obispos católicos Michel-Gaspard Coppenrath y Hubert Coppenrath son de ascendencia mestiza.
Muchos indígenas fueron pintados por Paul Gauguin, quién dio nombre tahitiado a varias de sus obras. En Ea haere ia oe (¿Donde vas?), por ejemplo, una joven pensativa porta una flor de tiaré blanca detrás de su oreja izquierda, significando que está lista para elegir a un amante.
Los tahitianos son ciudadanos franceses de ultramar, y están representados por dos diputados electos en la asamblea nacional, así como un representante en el senado. Los tahitianos adultos votan por sufragio universal en todas las grandes elecciones francesas.